# Кошкодены
Кошкодены (рум. Coşcodeni, Кошкодень) — село в Сынжерейском районе Молдавии. Является административным центром коммуны Кошкодены, включающей также сёла Боблетичь и Фламынзены.

## История
23 января 1965 года село Фламызены было объединено с селом Кошкодены. Постановлением правительства Республики Молдова № 882 от 22.01.1992 село Фламызены восстановлено.

## География
Село расположено на высоте 88 метров над уровнем моря.

## Население
По данным переписи населения 2004 года, в селе Кошкодень проживает 1076 человек (522 мужчины, 554 женщины).
Этнический состав села:
| Национальность | Число жителей | Процентный состав |
| -------------- | ------------- | ----------------- |
| молдаване      | 1050          | 97.58             |
| румыны         | 13            | 1.21              |
| украинцы       | 9             | 0.84              |
| русские        | 3             | 0.28              |
| болгары        | 1             | 0.09              |
| Всего          | 1076          | 100%              |